# 下城県
下城県（かじょう-けん）は中華人民共和国江蘇省宿遷市にかつて存在した県。現在の沭陽県南部に相当する。

## 歴史
南北朝時代、東魏により沭陽郡の郡治として設置された。陳により廃止されている。